# Турлатово (аэропорт)
Аэропо́рт Турла́тово — аэропорт малой гражданской авиации города Рязани. Расположен около одноимённой деревни.

## История
Построен в 1959 году для выделения рейсов гражданской авиации из аэродрома Дягилево. В 1980-е годы использовался для пассажирских перевозок, туристических полётов и сельхозработ. До 1990-х годов являлся основной гражданской воздушной гаванью Рязани. В настоящее время используется для полётов малой авиации и тренировок парашютистов. 